# Friedrich August von Hayek
Friedrich August von Hayek (Bécs, 1899. május 8. – Freiburg, 1992. március 23.) az osztrák iskolához tartozó Nobel-díjas közgazdász és morálfilozófus, a liberális demokrácia és a szabadpiac védelmezője a szocialista és kollektivista eszmékkel szemben a 20. század közepén. Jelentősen hozzájárult a kognitív tudomány és a jogtudomány fejlődéséhez is. 1974-ben ideológiai riválisával, Gunnar Myrdallal megosztva közgazdasági Nobel-emlékdíjat kapott.

## Élete
Hayek elit értelmiségi család fiaként Bécsben látta meg a napvilágot. A Bécsi Egyetemen 1921-ben és 1923-ban szerzett doktori fokozatokat, jogot, pszichológiát és közgazdaságtan tanult. Fiatalon a szocializmus eszméjével szimpatizált, Ludwig von Mises tanainak hatására gondolkodása alapvetően megváltozott.
Hayek Jeremiah Jenks professzor kutató asszisztenseként dolgozott a New York Egyetemen 1923–1924 között. Ezután az Austrian Institute of Economic Research igazgatója lett, majd a London School of Economics közgazdasági tanszékéhez csatlakozott 1931-ben. Az Anschluss után, 1938-ban felvette a brit állampolgárságot.
Az 1940-es évek elején Hayek a korszak egyik meghatározó elméleti közgazdászává vált. A második világháború után azonban Hayek laissez-faire elveivel szemben az állami beavatkozást követő tanok, különösen Keynes eszméi váltak divatossá a közgazdászok és gazdaságpolitikusok közt. Hayek kikerült a közgazdasági gondolkodás fősodrából, és a Committee on Social Thought professzoraként a Chicagói Egyetem filozófia-professzora lett 1950-ben. Ezt a posztját 1962-ig megtartotta, majd 1968-ig a Freiburgi Egyetem tanára lett. Innen ment nyugdíjba, és szülőhazájába visszatérve a Salzburgi Egyetemen adott órákat. Hayek következetes közgazdasági eszméi a keynesi ihletettségű gazdaságpolitika kudarca miatt az 1970-es években újra népszerűvé váltak. 1974-ben megkapta a Nobel-díjat. Megérte a szocializmus bukását, és összegző művében korai tanaival összhangban értékelte a tervgazdaság tarthatatlanságát. 1992-ben Németországban, Freiburgban halt meg.

## Magyarul megjelent művei
- Út a szolgasághoz; ford. Mezei György Iván; Közgazdasági és Jogi, Bp., 1991 ISBN 9632223756
- A végzetes önhittség. A szocializmus tévedései; ford. Pásztor Eszter; Tankönyvkiadó, Bp., 1992 ISBN 9631845435
- Piac és szabadság. Válogatott tanulmányok; vál. Madarász Aladár, ford. Atkári János, Mezei I. György, Tóth Sándor; Közgazdasági és Jogi, Bp., 1995 ISBN 9632228480

## Érdekesség
Magyarországon 2001-ben Hayek Társaság néven szerveződött ultraliberális csoport Hayek eszméinek népszerűsítésére (2005-ben megszűnt). Szlovákiában is van Hayek Társaság.